# أنبوب الخرج الحثي

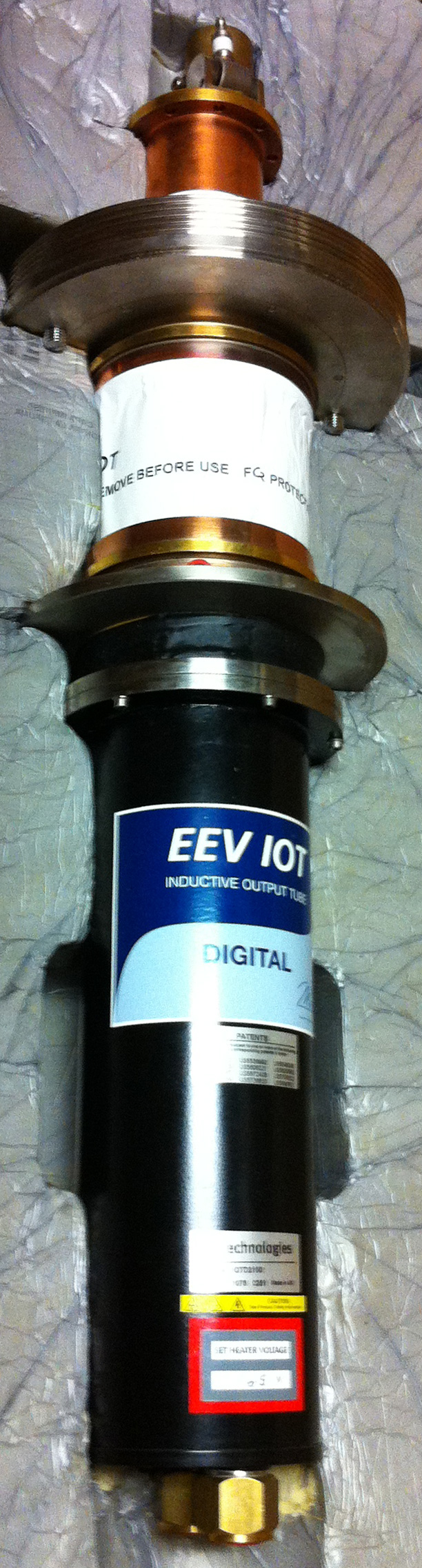
جهاز أنبوب الخرج الحثي لتلفزيون البث UHF ATSC، تم تصنيعه بواسطة شركة e2v وعرضه جديدًا في عبوة.

أنبوب الخرج الحثي ويُعرف في مصادر أخرى باسم أنبوب الإخراج الاستقرائي (IOT) هو مجموعة متنوعة من أنبوب التفريغ ذي الحزمة الخطية، على غرار كليسترون، المستخدم كمضخم للطاقة لموجات الراديو عالية التردد. تطورت في 1980 لتلبية الاحتياجات المتزايدة للطاقة في مكبرات الصوت وفي أجهزة البث الإذاعي. الاستخدام التجاري الأساسي لأنبوب الخرج الحثي هو في أجهزة الإرسال التلفزيونية UHF، حيث استبدلت في الغالب الكليسترونات بسبب كفاءتها العالية (35٪ إلى 40٪) وحجمها الأصغر. يُستخدم أنبوب الخرج الحثي أيضًا في مسرعات الجسيمات. إنها قادرة على إنتاج طاقة تصل إلى حوالي 30 كيلوواط مستمر و 7 ميغاواط نبضي ومكاسب 20-23 ديسيبل بترددات تصل إلى حوالي جيجا هرتز.

## تاريخ
تم اختراع أنبوب الإخراج الحثي (IOT) في عام 1938 بواسطة أندروه هايف. تم إصدار براءة اختراع لاحقًا لأنبوب الخرج الحثي إلى أندروه في هايف وتم تعيينها إلى شركة راديو أمريكا (RCA). خلال معرض نيويورك العالمي عام 1939، تم استخدام إنترنت الأشياء في نقل الصور التلفزيونية الأولى من مبنى إمباير ستيت إلى أرض المعارض. باعت أنبوب الخرج الحثي صغيرًا تجاريًا لفترة قصيرة، تحت النوع رقم 825. سرعان ما أصبحت قديمة بسبب التطورات الحديثة، وظلت التكنولوجيا نائمة إلى حد ما لسنوات.
ظهر أنبوب الإخراج الاستقرائي مرة أخرى في غضون العشرين عامًا الماضية بعد اكتشاف أنه يمتلك خصائص مناسبة بشكل خاص (خطية النطاق العريض) لنقل التلفزيون الرقمي والتلفزيون الرقمي عالي الدقة.
في البحث الذي تم إجراؤه قبل الانتقال من البث التلفزيوني التناظري إلى البث التلفزيوني الرقمي، تم اكتشاف أن التداخل الكهرومغناطيسي من البرق، ونقل طاقة التيار المتردد عالي الجهد، ومعدلات التيار المتردد، والكوابح المستخدمة في الإضاءة الفلورية، أثرت بشكل كبير على قنوات التردد المنخفض للغاية (في أمريكا الشمالية)، والقنوات 2، 3، 4، 5، 6) مما يجعل من الصعب أو المستحيل استخدامها للتلفزيون الرقمي. غالبًا ما كانت هذه القنوات ذات العدد المنخفض هي أول محطات البث التلفزيوني في مدينة معينة، وكانت غالبًا عمليات كبيرة وحيوية لم يكن أمامها خيار سوى الانتقال إلى UHF. وبذلك، جعلت التلفزيون الرقمي الحديث في الغالب وسيط UHF، وأصبحت IOTs أنبوب الإخراج المفضل لقسم خرج الطاقة من أجهزة الإرسال تلك.
ناتج الطاقة في القرن الحادي والعشرين الحديث أنبوب الخرج الحثي هو ترتيب من حيث الحجم أعلى من أنبوب الخرج الحثي الأولى التي أنتجتها RCA في 1940-1941 لكن المبدأ الأساسي للعملية لا يزال كما هو. تم تصميم أنبوب الخرج الحثي منذ سبعينيات القرن الماضي باستخدام برامج كمبيوتر للنمذجة الكهرومغناطيسية التي حسنت بشكل كبير من أدائها الكهروديناميكي.

## طريقة العمل
نظرًا لوجود كل منزل لأنبوب الصورة التلفزيونية التقليدي (أنبوب أشعة الكاثود)، فقد يكون من المفيد التفكير في مبادئ تشغيله. على الرغم من أن IOT لا ينتج فوسفورًا متوهجًا، إلا أن العديد من المبادئ هي نفسها داخليًا.
وقد وصفَ أنبوب الخرج الحثي يوجد تقاطع بين كليسترون والصمام الثلاثي، وبالتالي آيماك كان الاسم التجاري بالنسبة لهم. لديهم مسدس إلكتروني مثل كليسترون، ولكن مع وجود شبكة تحكم أمامه مثل الصمام الثلاثي، مع تباعد قريب جدًا يبلغ حوالي 0.1 مم. يسمح جهد التردد الراديوي عالي التردد على الشبكة للإلكترونات بالمرور في عناقيد. يعمل التيار المستمر على أنود أسطواني على تسريع حزمة الإلكترون المعدلة من خلال أنبوب انجراف صغير مثل كليسترون. يمنع أنبوب الانجراف هذا التدفق العكسي للإشعاع الكهرومغناطيسي. يمر شعاع الإلكترون المتضخم عبر الأنود المجوف إلى تجويف طنين، على غرار تجويف الإخراج من كليسترون، ويضرب قطبًا جامعًا. كما هو الحال في كليسترون، تمر كل مجموعة في التجويف في وقت يبطئ فيه المجال الكهربائي، مما يحول الطاقة الحركية للشعاع إلى طاقة كامنة لمجال RF، مما يضخم الإشارة. يتم استخراج الطاقة الكهرومغناطيسية المتذبذبة في التجويف بواسطة خط نقل متحد المحور. يمنع المجال المغناطيسي المحوري انتشار الشعاع في الفضاء. القطب الموجب له جهد أقل من القطب الموجب (المجمع المضغوط) الذي يستعيد بعض الطاقة من الحزمة، مما يزيد من الكفاءة.
هناك اختلافان من كليسترون يعطيهما تكلفة أقل وكفاءة أعلى. أولاً، يستخدم كليسترون تعديل السرعة لإنشاء التجميع ؛ تيار شعاعها ثابت. يتطلب أنبوب انجراف يبلغ طوله عدة أقدام للسماح للإلكترونات بالتجمع. في المقابل، يستخدم أنبوب الخرج الحثي التعديل الحالي مثل الصمام الثلاثي العادي ؛ تتم معظم عمليات التجميع بواسطة الشبكة، لذلك يمكن أن يكون الأنبوب أقصر بكثير، مما يجعل بنائه وتركيبه أقل تكلفة وأقل حجمًا. ثانيًا، نظرًا لأن كليسترون يحتوي على تيار شعاع طوال دورة RF، فإنه لا يمكن أن يعمل إلا كمضخم غير فعال من الفئة A، بينما تتيح شبكة IOT أوضاع تشغيل أكثر تنوعًا. يمكن أن تكون الشبكة منحازة بحيث يمكن قطع تيار الحزمة أثناء جزء من الدورة، مما يتيح لها العمل في وضع الفئة B أو AB الأكثر كفاءة.
أعلى تردد يمكن تحقيقه في أنبوب الخرج الحثي محدود بالتباعد بين الشبكة والكاثود. يجب تسريع الإلكترونات من الكاثود وتمرير الشبكة قبل أن يعكس المجال الكهربائي للاتجاه. يبلغ الحد الأعلى للتردد حوالي 1300 MHz. مكاسب أنبوب الخرج الحثي هي 20-23 ديسيبل مقابل 35-40 ديسيبل ل klystron. عادة لا يمثل الربح الأقل مشكلة لأنه عند 20 متطلبات ديسيبل لقوة المحرك (1٪ من طاقة الخرج) هي ضمن قدرات مكبرات الصوت الاقتصادية الصلبة UHF.

### التطورات الأخيرة
تحقق الإصدارات الأحدث من أنبوب الخرج الحثي كفاءات أعلى (60٪ -70٪) من خلال استخدام مجمع الضغط متعدد المراحل (MSDC). يُطلق على إصدار أحد المصنّعين اسم مضخم الكفاءة الثابتة (CEA)، بينما يقوم مصنع آخر بتسويق نسخته باسم ESCIOT (مجمع توفير طاقة أنبوب الخرج الحثي). تم التغلب على صعوبات التصميم الأولية لـ MSDCIOT من خلال استخدام زيت المحولات عالية العزل المعاد تدويره كوسط تبريد وعزل مدمج لمنع الانحناء والتآكل بين مراحل المجمع المتقاربة ولتوفير تبريد موثوق به للمجمع منخفض الصيانة طوال عمر الأنبوب. كان لابد من تبريد الإصدارات السابقة من MSDC بالهواء (طاقة محدودة) أو استخدام الماء غير المؤين الذي كان لابد من ترشيحه وتبادله بانتظام وعدم توفير الحماية من التجمد أو التآكل.

## سلبيات
يعمل الإشعاع الحراري من الكاثود على تسخين الشبكة. نتيجة لذلك، تتبخر مادة الكاثود منخفضة الوظيفة وتتكثف على الشبكة. يؤدي هذا في النهاية إلى قصر بين الكاثود والشبكة، حيث إن المادة المتراكمة على الشبكة تضيق الفجوة بينها وبين الكاثود. بالإضافة إلى ذلك، تسبب مادة الكاثود المنبعثة على الشبكة تيارًا سلبيًا للشبكة (تدفق الإلكترون العكسي من الشبكة إلى الكاثود). يمكن أن يؤدي ذلك إلى غمر مصدر طاقة الشبكة إذا كان هذا التيار العكسي مرتفعًا جدًا، مما يؤدي إلى تغيير جهد الشبكة (التحيز)، وبالتالي نقطة تشغيل الأنبوب. تم تجهيز أنبوب الخرج الحثي اليوم بكاثودات مغلفة تعمل في درجات حرارة تشغيل منخفضة نسبيًا، وبالتالي لديها معدلات تبخر أبطأ، مما يقلل من هذا التأثير.
مثل معظم أنابيب شعاع الخطية وجود تجاويف ضبط الخارجية، أنبوب الخرج الحثي عرضة لل الانحناء، ويجب حمايتها مع كشف قوس يقع في تجاويف الإخراج الذي يؤدي إلى المخل الدائرة بناء على الهيدروجين ثيراترون أو فجوة شرارة تسببت في توريد عالية الجهد. الغرض من دائرة المخل هو تفريغ الشحنة الكهربائية الهائلة المخزنة في مصدر حزمة الجهد العالي على الفور قبل أن تتسبب هذه الطاقة في إتلاف مجموعة الأنبوب أثناء تجويف غير متحكم فيه أو مجمع أو قوس كاثود.

## روابط خارجية
- http://www.bext.com/iot-an-old-dream-now-come-true/
- http://www.ebu.ch/departments/technical/trev/trev_273-heppinstall.pdf٪5B٪5D
- http://www.davidsarnoff.org/kil-chapter03.html
- http://www.allaboutcircuits.com/vol_3/chpt_13/11.html
- http://www.harris.com/view_pressrelease.asp؟act=lookup&pr_id=2037
- http://epaper.kek.jp/p95/ARTICLES/TAQ/TAQ02. بي دي إف عن أنبوب الخرج الحثي